# نائوشی میزوتا
نائوشی میزوتا (انگلیسی: Naoshi Mizuta؛ زادهٔ ۲۴ ژانویهٔ ۱۹۷۲) موسیقی‌دان، و آهنگساز اهل ژاپن است. وی از سال ۱۹۹۵ میلادی تاکنون مشغول فعالیت بوده‌است.